# Obwód akmoliński
Obwód akmoliński (ros. Акмолинская область) – jednostka administracyjna Imperium Rosyjskiego w rosyjskiej Azji Środkowej, utworzona ukazem Aleksandra II 21 października?/2 listopada 1868. Stolicą obwodu był Omsk. W okresie rządów admirała Aleksandra Kołczaka (1918–1919) przemianowany na obwód omski. Zlikwidowany w 1919.
Obwód był położony pomiędzy 45° a 54° szerokości geograficznej północnej i 95° a 105° długości geograficznej wschodniej. Graniczył od północy z gubernią tobolską, na wschodzie z obwodem semipałatyńskim, na południowym wschodzie z obwodem siemirieczeńskim, na południu z obwodem syrdaryjskim, na zachodzie z obwodem turgajskim.
Powierzchnia obwodu wynosiła w 1897 – 594 672,6 km². Obwód w początkach XX wieku był podzielony na 5 ujezdów (do 1898 okręgów).

## Demografia
Ludność, według spisu powszechnego 1897 – 682 608 osób – Kazachów (62,6%), Rosjan (25,5%), Ukraińców (7,5%), Tatarów (1,6%), Mordwinów (1,3%), Niemców i Żydów.

### Ludność w okręgach według deklarowanego języka ojczystego 1897[1]
| Ujezd           | Kazachowie | Rosjanie | Ukraińcy | Tatarzy | Mordwini | Niemcy | Żydzi |
| --------------- | ---------- | -------- | -------- | ------- | -------- | ------ | ----- |
| Obwód łącznie   | 62,6%      | 25,5%    | 7,5%     | 1,6%    | 1,3%     | …      | …     |
| Akmoliński      | 89,9%      | 5,0%     | 2,8%     | …       | …        | …      | …     |
| Atbasarski      | 86,5%      | 10,6%    | 2,2%     | …       | …        | …      | …     |
| Kokczetawski    | 50,8%      | 31,0%    | 12,4%    | 1,0%    | 4,3%     | …      | …     |
| Omski           | 38,0%      | 50,5%    | 4,3%     | …       | …        | 3,3%   | 1,1%  |
| Pietropawłowski | 44,5%      | 36,7%    | 13,1%    | 4,3%    | …        | …      | …     |

W listopadzie 1919, po pokonaniu przez Armię Czerwoną wojsk Białych admirała Aleksandra Kołczaka (który miał siedzibę w Omsku) i zajęciu całej Syberii, obwód akmoliński został zlikwidowany jako samodzielna jednostka administracyjna i włączony do krótkotrwałej guberni omskiej. Od 1921 w Kirgiskiej Autonomicznej Socjalistycznej Republiki Radzieckiej (bez Omska) w składzie RFSRR, przemianowanej w 1925 na Kazachską Autonomiczną Socjalistyczną Republikę Radziecką, od 5 grudnia 1936 Kazachska Socjalistyczna Republika Radziecka, republika związkowa ZSRR, od 1991 niepodległy Kazachstan.